# Lijst van Nederlandse kazen
De lijst met Nederlandse kazen  bevat kaassoorten,  kaasmerken en kaastypen die oorspronkelijk uit Nederland komen.  Omdat niet iedere soortnaam van Nederlandse kaas afdoende beschermd is en voorzien wordt van een kaasmerk, vindt in het buitenland soms ook productie plaats van sommige van deze kaassoorten.

## Kaasmerken
- Beemster kaas
- Bergens Blonde
- Bleu de Wolvega
- Boer'n Trots
- De Fryske
- Frico kaas
- Hooidammer
- Kernhem
- Kollumer kaas
- Leerdammer
- Maasdammer
- Maaslander
- Milner
- Old Amsterdam
- Parrano
- Reypenaer
- Rotterdamsche Oude
- Ruygentaler
- Uniekaas
- Zaanlander

## Kaassoorten
- Commissiekaas
- Edammer kaas
- Friese nagelkaas
- Goudse kaas
- Rommedoe
- Leidse kaas
- Noord-Hollandse kaas
- Stolwijker
- Tesselse Groene

## Kaastypen
- Boerenkaas
- Graskaas
- Hooikaas
- Meikaas
- Rookkaas